# Zagrodniki (wieś w województwie mazowieckim)
Zagrodniki – wieś w Polsce położona w województwie mazowieckim, w powiecie węgrowskim, w gminie Łochów. Ma status sołectwa.
| SIMC    | Nazwa               | Rodzaj    |
| ------- | ------------------- | --------- |
| 0679291 | Leśniczówka Wielgie | część wsi |

W latach 1975–1998 miejscowość administracyjnie należała do województwa siedleckiego.
Wieś położona wzdłuż drogi krajowej nr 50 Mińsk Mazowiecki – Ostrów Mazowiecka oraz wzdłuż linii kolejowej Warszawa – Białystok – Petersburg.
Zagrodniki znajdują się na terenie rezerwatu przyrody "Czaplowizna" i Nadbużańskiego Parku Krajobrazowego.
Najważniejszy krzyży w Zagrodnikach poświęcony jest dla Jana Pawła II. Umieszczony jest na początku miejscowości. W miejscu tej kapliczki wcześniej stał stary drewniany krzyż.
W Zagrodnikach znajduje się odlewnia żeliwa, w której odlewa się np. tuleje, zębatki, ruszty, blaty do kuchni itp.
Wierni Kościoła rzymskokatolickiego należą do parafii Chrystusa Króla w Ogrodnikach.